# Monochamus mutator
Monochamus mutator là một loài bọ cánh cứng trong họ Cerambycidae.